# 勒比格 (上加龙省)
勒比格（法語：Rebigue，法語發音：[ʁəbiɡ]）是法国上加龙省的一个市镇，属于图卢兹区。

## 地理
勒比格（43°29'20"N, 1°28'52"E）面积5.16 平方千米，位于法国奧克西塔尼大區上加龙省，该省份为法国西南部内陆省份，西南端与西班牙接壤，自此顺时针与上比利牛斯省、热尔省、塔恩-加龙省、塔恩省、奥德省和阿列日省接壤。
与勒比格接壤的市镇（或旧市镇、城区）包括：梅尔维拉、欧尔维尔、卡斯塔内托洛桑、科龙萨克、蓬佩尔蒂扎。

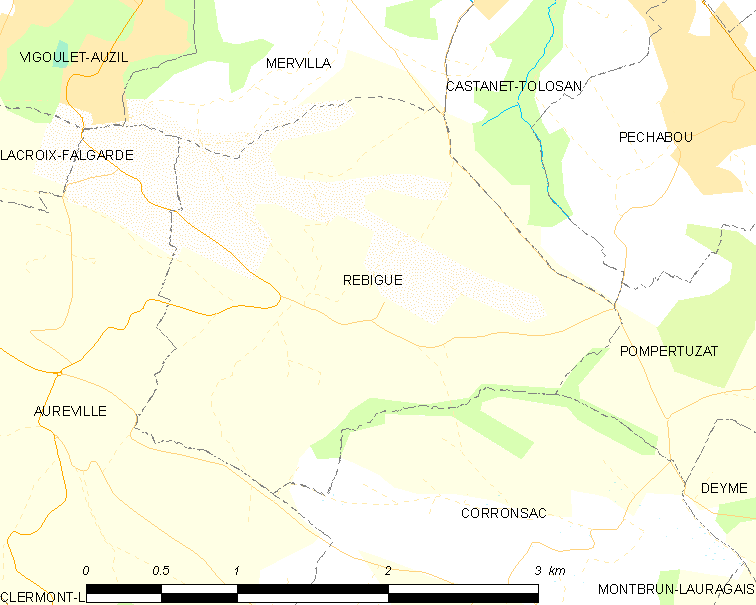
的OSM定位图

勒比格的时区为UTC+01:00、UTC+02:00（夏令时）。

## 行政
勒比格的邮政编码为31320，INSEE市镇编码为31448。

## 政治
勒比格所属的省级选区为卡斯塔内托洛桑县。

## 人口

1962-2008年间人口变化图示

勒比格于2022年1月1日时的人口数量为493人。